# NEO決戦バラエティ キングちゃん
『NEO決戦バラエティ キングちゃん』（ネオけっせんバラエティ キングちゃん）は、テレビ東京で放送されていた日本のバラエティ番組である。

## 概要
「夢のマッチメイク」をテーマにMCの千鳥とゲストの人気芸人が様々な企画で対決するロケバラエティ番組である。
千鳥が在京キー局でMCを務めるレギュラー番組を持つのは初めての事である。この番組のプロデューサーである『ゴッドタン』や『ウレロ☆シリーズ』の佐久間宣行は「スタッフ皆で誰でやりたいって話をして、真っ先に名前が出てきたのが千鳥でした」と語っている。
放送終了後、TVer・GYAO!・ニコニコ動画にて最新話を1週間限定で無料ネット配信。
最初はもともと1クールの予定のところ、延長されて2クール放送された。レギュラー放送は2016年12月20日に終了となったが、2017年1月2日深夜に正月特番として復活。2017年4月からは再びレギュラー放送が開始され、1クール放送された。2018年1月からレギュラー第3期の放送が開始、1クール放送された。
2017年8月26日放送の『ゴッドタン 最初でたぶん最後のゴールデン3時間半スペシャル』の「マジギライ芸人No.1決定戦」パートはキングちゃんスタッフが担当したほか、千鳥たちもゲスト出演した。
2020年1月1日（前年12月31日深夜）には、復活特番『新春!千鳥ちゃん ～酔いどれお笑い王＆毒出しタクシー～』が放送された。
DVD化はされていないが、2021年6月12日より動画配信サービスParaviにおいてレギュラー第2期（復活SPを含む）が配信されている。

## 出演者
MC
- 千鳥（大悟・ノブ）

アシスタント
- 荻野可鈴（夢みるアドレセンス）（2016年7月19日 - 8月9日）
- 仙石みなみ（アップアップガールズ（仮））（2016年8月16日 - 9月13日）
- 倉持由香（2016年9月20日 - 10月11日、2018年2月20日 - 2月27日）
- 都丸紗也華（2016年10月18日 - 11月15日、2017年4月25日 - 5月16日、5月30日、2018年1月30日、2月13日、2020年1月1日）
- 馬場ふみか（2016年11月22日 - 12月20日）
- 中村静香（2017年1月3日、2018年1月3日）
- 鈴木ふみ奈（2017年4月11日 - 4月18日）
- 長澤茉里奈（2017年5月23日）
- 松下玲緒菜（まねきケチャ）（2017年5月30日 - 6月6日）
- 永尾まりや（2017年6月13日 - 6月20日）
- 筧美和子（2018年1月3日）
- 大石絵理（2018年1月16日）
- 有村藍里（2018年2月6日 - 2月13日）
- 山地まり（2018年3月6日 - 3月20日）
- 小倉優香（2020年1月1日）

## 企画内容
ささやいて面白くしろ! エキストラプロデュース王
- MCの大悟とゲストの芸人がエキストラを遠隔操作で操り、ノブと一緒に偽のロケ・打ち合わせをしている何も知らないターゲットの新人アイドルをどれだけ笑わせられるかを競う企画。最終的にどちらのエキストラが面白かったかをアイドルに選んでもらい勝者を決める。

嫌われ者は大体が鉄のハート メンタル強い王
- 悪口を言われてもヘコまない者を決める企画。ルールはMCの大悟と嫌われ者のゲスト3人がクジを引いてディスられる（ディフェンス）順を決め、ディフェンスは2分間のディスタイムに耐え、最後にノブの判定で1番傷ついた者が脱落する。これを計3回戦行い最後まで残った者がメンタル強い王となる。

死神の重圧をはねのけろ! 〇〇王
- 商店街で街ブラロケ中に立ち寄ったお店の店員さんに誰が一番気に入られるかを競う企画。店員さんに一番気に入られなかった芸人にはペナルティとして死神という名の口の悪い女（木嶋のりこ）が取り憑き、ロケ中に罵倒され続けてしまう（アルコ&ピース平子が標的とされることが多かった）。第1回は戸越銀座商店街、第2回は武蔵小山商店街、第3回は阿佐谷パールセンター、第4回は亀戸、第5回は中延スキップロードでロケが行われた。

作り話で相手を泣かせろ もらい泣きさせ王
- 芸能界で生き残るには高い演技力が必要ということで、打ち合わせで呼ばれた何も知らないターゲットをエキストラ・小道具を使いながらテーマに沿った作り話で如何にしてもらい泣きさせることが出来るかを競う企画。企画開始前にそれぞれのもらい泣きテーマを「俺達ならこんなテーマでももらい泣きさせられる」というお題の大喜利形式で出し合い決める。

ネタと喧嘩の融合を見せろ リアル喧嘩漫才王
- ネタ中に普段言えない相方の悪口を言い合う新競技。最終的に優勝コンビは番組スタッフのガチ投票で決定される。

傷ついた話をカッコ良くしろ! ドラマチックハートブレイク王
- 挑戦する芸人達は「過去に体験した傷ついたエピソード」を青春ドラマの世界観の中で披露し、カッコ悪い思い出をカッコ良く話し過去のトラウマを昇華する企画。最終的にヒロインの菊池真琴に優勝者を決めてもらう。この企画は後にNetflixで配信された「トークサバイバー」の原型となった。

アイドルを信じ込ませろ! 嘘ゴシップ食いつかせ王
- 偽番組の中で何も知らないアイドル相手に嘘のゴシップを信じ込ませて食いつかせる企画。収録後にアイドルがマネージャーに漏らしたゴシップを話した人が優勝となる。

ノブを最も嘆かせるのは誰だ! ノブ嘆かせ王
- 何も知らずに偽ロケを進行するノブを大悟とゲストはボケやイタズラで困らせ、ノブが困った時に出す「嘆きツッコミ」を引き出す企画。第1回は「ガチCM王決定戦」という温泉施設のCMをガチで作る真面目系の偽企画、第2回は「よみうりランドクイズ王」という偽企画だと思いノブはロケを進行する。

一般人の悩みに乗れ 悩み相談クイズ王
- 一般人の悩みを解決する企画。ルールは悩みの内容をクイズ形式（実際は大喜利形式）で解答、その後、その悩みを解決する方法を解答する。相談者が解答で笑えば1ポイント、悩みを当てれば3ポイントを獲得となる。

〇〇プロデュース王
- 又吉プロデュース王：「火花」で芥川賞を受賞してから何かと高貴な扱いを受けてしまっている又吉直樹の失いかけている芸人魂を取り戻すプロデュース案で競う企画。ロケと称して呼んだ何も知らないターゲットに「又吉さんってやっぱり芸人！」と思わせた人が優勝となる。

ノブを面白く追い込め ノブ乗っからせ王
- 大悟・塚地・平子の3人が考える「もしもこんなお店があったら」という架空の料理店にノブと何も知らないアイドルが偽ロケを行い、その店でノブをとことん追い込んでいきノブを乗っからせ最も底力を引き出した人の勝利となる。

冷やし漫才王決定戦
- 挑戦する芸人はアイドルとの偽番組の打ち合わせ中にコンビで喧嘩を始め現場を重い雰囲気にして、完全に空気が冷えたと思ったらアイドルにバレないように喧嘩をしたまま漫才を始め、ターゲットのアイドルを笑わせて暖めるという現場の寒暖差がポイントになる新たな漫才コンテスト。

ドッキリで引き出せ! ウソでしょ!? グランプリ
- 芸人がアイドルと偽の潜入ロケに挑むドッキリ企画。何も知らされていないアイドルの口から、事前に大喜利形式で出したフレーズが出るような展開に持って行き、言わせることの出来たフレーズの数を競う。
- タイトルの真ん中は第2回は「気絶してんじゃん」、第3回は「ウチらが手出したらウチらが悪くなるからやめて」と、前回アイドルが偶発的に言ったフレーズを用いるようになっている。

今ヤリにいけるアイドルグランプリ
- 前述の気絶してんじゃんグランプリで、やらせの霊感ドッキリに対してあたかも霊感があるように振る舞った葉加瀬マイを解説者に迎えた派生企画。ニセ特番のオーディションにグラビアアイドルを呼び、テレビに使われやすいようにわざと失敗したり、話を大げさにしたりといった「ヤリにいく」リアクションを拾っていく。
- 偽の気功の使い手として西村瑞樹（バイきんぐ）が毎回出演する。

## スタッフ
- ナレーション：朝倉崇
- 構成：相澤昇、川上テッペイ、大井洋一（大井→2017年4月10日-）、永井ふわふわ
- カメラ：五十嵐陽
- 音声：織部佳和、玉城善彦
- 美術：仙田拓也（2018年1月-）
- EED：森岡佑次、佐々木智司、曽根徹、小森佑輔、北浦美夫、増田功紀、森嶋亮、望月浩久、岩品博之、石上淳、坪野陽季、安田裕禎、山中健司、今坂勇介、藤河優、大場浩二、中島功二、篠崎孝徳、橋本竜也、曽根隼一、望月浩久、瀬戸口靖治
- MA：長谷川真哉、大野健志、岡崎穣、中尾和博
- 音響効果：遠藤治朗
- タイトル：前川陽介
- 番宣：魚田英孝（テレビ東京、一時離脱→復帰）
- 技術協力：スウィッシュ・ジャパン、麻布プラザ
- 美術協力：テレビ東京アート、.movs
- 演出補：渋谷優介、藤原健太、黒川美咲
- ディレクター：橋本詳吾、森俊平
- 演出：斉藤崇（シオプロ）
- 制作プロデューサー：碓氷容子
- プロデューサー：佐久間宣行（テレビ東京）
- 制作協力：全力COMPANY
- 製作著作：テレビ東京

### 過去のスタッフ
- 美術：内藤佳奈子、円城寺一平、丹野ありさ（丹野→2017年4月10日-）
- 音響効果：千本洋
- 編成：森本泰介（テレビ東京）
- 番宣：福井静（テレビ東京）
- 美術協力：フジアール
- 技術協力：デジタルサーカス
- 演出補：泉澤康智、上野直人、宮城さんご、三浦奈々（三浦→2017年4月10日-）、小林孔治
- AP：森友絵（2017年4月10日-）
- ディレクター：池田哲也、三枝浩史
- 制作協力：HYBRID FACTORY

## ネット局と放送時間

### レギュラー第1期
| 放送対象地域 | 放送局           | 系列           | 放送日時                     | 備考   |
| ------------ | ---------------- | -------------- | ---------------------------- | ------ |
| 関東広域圏   | テレビ東京（TX） | テレビ東京系列 | 火曜 1:00 - 1:30（月曜深夜） | 制作局 |

### レギュラー第2期
| 放送対象地域   | 放送局                | 系列           | 放送日時                     | 備考       |
| -------------- | --------------------- | -------------- | ---------------------------- | ---------- |
| 関東広域圏     | テレビ東京（TX）      | テレビ東京系列 | 火曜 0:12 - 1:00（月曜深夜） | 制作局     |
| 北海道         | テレビ北海道（TVh）   | テレビ東京系列 | 火曜 0:12 - 1:00（月曜深夜） | 同時ネット |
| 愛知県         | テレビ愛知（TVA）     | テレビ東京系列 | 火曜 0:12 - 1:00（月曜深夜） | 同時ネット |
| 福岡県         | TVQ九州放送（TVQ）    | テレビ東京系列 | 火曜 0:12 - 1:00（月曜深夜） | 同時ネット |
| 岡山県・香川県 | テレビせとうち（TSC） | テレビ東京系列 | 火曜 0:12 - 1:00（月曜深夜） | 遅れネット |
| 大阪府         | テレビ大阪（TVO）     | テレビ東京系列 | 水曜 0:12 - 1:00（火曜深夜） | 遅れネット |
| 熊本県         | テレビ熊本（TKU）     | フジテレビ系列 | 金曜 0:25 - 1:15（木曜深夜） | 遅れネット |
| 鹿児島県       | 南日本放送（MBC）     | TBS系列        | 水曜 0:40 - 1:30（火曜深夜） | 遅れネット |

### レギュラー第3期
| 放送対象地域   | 放送局                | 系列           | 放送日時                     | 備考       |
| -------------- | --------------------- | -------------- | ---------------------------- | ---------- |
| 関東広域圏     | テレビ東京（TX）      | テレビ東京系列 | 火曜 0:12 - 1:00（月曜深夜） | 制作局     |
| 北海道         | テレビ北海道（TVh）   | テレビ東京系列 | 火曜 0:12 - 1:00（月曜深夜） | 同時ネット |
| 愛知県         | テレビ愛知（TVA）     | テレビ東京系列 | 火曜 0:12 - 1:00（月曜深夜） | 同時ネット |
| 福岡県         | TVQ九州放送（TVQ）    | テレビ東京系列 | 火曜 0:12 - 1:00（月曜深夜） | 同時ネット |
| 岡山県・香川県 | テレビせとうち（TSC） | テレビ東京系列 | 火曜 0:12 - 1:00（月曜深夜） | 遅れネット |